# Friedrich von Amann
Friedrich Ludwig von Amann (* 8. März 1870 in Berlin; † 29. März 1953 in Halle (Saale)) war ein deutscher Generalleutnant.

## Leben

### Herkunft
Friedrich von Amann war der Sohn des späteren preußischen Generals der Infanterie Wilhelm von Amann (1839–1928) und dessen Ehefrau Emma, geborene Hegeler (* 1848).

### Militärkarriere
Amann wurde zunächst im elterlichen Hause erzogen. Er besuchte Gymnasien in Glogau, Potsdam, Altona und machte sein Abitur am Luisengymnasium Berlin. Anschließend trat er am 19. März 1889 als Dreijährig-Freiwilliger mit Aussicht auf Beförderung in das Grenadier-Regiment „König Friedrich Wilhelm IV.“ (1. Pommersches) Nr. 2 der Preußischen Armee ein. Dort avancierte Amann bis September 1890 zum Sekondeleutnant und war ab 1. April 1894 auf ein Jahr zur Schloßgarde-Kompanie kommandiert. Mit Wirkung zum 1. Oktober 1894 von diesem Kommando entbunden, kam er als Hospitant an die Kriegsakademie, die Amann dann vom 1. Oktober 1895 bis zum 21. Juli 1897 absolvierte. Nach seiner Beförderung zum Premierleutnant wurde er vom 1. Oktober 1898 bis zum 30. September 1901 als Adjutant zum Bezirkskommando Stettin kommandiert. In gleicher Eigenschaft wurde Amann am 27. Januar 1904 nach Frankfurt (Oder) in die 9. Infanterie-Brigade versetzt und Mitte September 1904 zum Hauptmann befördert. Daran schloss sich ab dem 22. März 1907 eine Verwendung als Kompaniechef im Garde-Füsilier-Regiment an. Mit seiner Beförderung zum Major war Amann ab dem 1. Oktober 1913 beim Regimentsstab tätig und wurde mit Ausbruch des Ersten Weltkriegs zum Kommandeur des II. Bataillons im Lehr-Infanterie-Regiment ernannt.
Mit diesem Regiment nahm Amann zunächst am Einmarsch in das neutrale Belgien und der Eroberung von Namur teil. Ende August 1914 verlegte er an die Ostfront und kam bei den Kämpfen an den Masurischen Seen sowie um Lodz zum Einsatz. Dort erlitt sein Bataillon schwere Verluste. Amann nahm 1915 an den Kämpfen in den Karpaten teil und wurde am 1. Juni 1915 als Bataillonskommandeur in das Garde-Füsilier-Regiment versetzt. Kurzzeitig war er mit diesem Verband von April bis Anfang September 1916 in die Kämpfe an der Westfront eingebunden und kam während der Stellungskämpfe in der Champagne sowie der Schlacht an der Somme zum Einsatz. Für seine Leistungen wurde ihm, nachdem er bereits beide Klassen des Eisernen Kreuzes erhalten hatte, das Ritterkreuz des Königlichen Hausorden von Hohenzollern mit Schwertern verliehen. Anschließend wirkte er wieder an der Ostfront, bis Amann am 21. Dezember 1916 zum Kommandeur des Grenadier-Regiments „König Wilhelm I.“ (2. Westpreußisches) Nr. 7 ernannt wurde. Das Regiment stand zu diesem Zeitpunkt an der Aisne und beteiligte sich im weiteren Kriegsverlauf u. a. an der dortigen Schlacht, den Stellungskämpfen am Chemin des Dames sowie im März/April 1918 an der Deutschen Offensive.
Nach dem Waffenstillstand von Compiègne führte Amann die Reste seines Regiments in die Heimat nach Liegnitz zurück. Dort gab er das Kommando ab und wurde am 18. Dezember 1918 Führer des Garde-Füsilier-Regiments, dass sich zu diesem Zeitpunkt in der Demobilisierung befand. Mit der Bildung der Vorläufigen Reichswehr war Amann vom 1. Oktober 1919 bis 30. September 1920 beim Stab des Reichswehr-Infanterie-Regiments 12 und anschließend als Oberstleutnant beim Stab des Infanterie-Regiments 7. Mit seiner Beförderung zum Oberst erfolgte am 1. April 1921 die Ernennung zum Kommandanten des Truppenübungsplatzes Neuhammer. Unter Verleihung des Charakter eines Generalmajors wurde Amann  am 31. Januar 1924 aus dem Militärdienst verabschiedet.
Kurz vor dem Beginn des Zweiten Weltkriegs wurde Amann zur Verfügung der Wehrmacht gestellt und am 26. August 1939 zum Kommandanten von Breslau ernannt. In dieser Eigenschaft beförderte man ihn am 1. Dezember 1940 zum Generalmajor sowie am 1. April 1942 zum Generalleutnant. Einen Monat später wurde er in die Führerreserve versetzt und seine Mobilmachungsbestimmung am 30. Juni 1942 sowie seine z.-V.-Stellung am 31. Mai 1943 aufgehoben.

### Familie
Amann hatte sich am 9. Oktober 1897 in Jüterbog mit Eva Adelheid Klara Hedwig von Pelzer (* 1877) verheiratet. Aus der Ehe ging die Tochter Evamarie (* 1898) hervor.